# Anoplophora lucipor
Anoplophora lucipor es una especie de escarabajo longicornio del género Anoplophora, subfamilia Lamiinae. Fue descrita científicamente por Newman en 1842.
Se distribuye por Filipinas. Mide 26-53 milímetros de longitud. El período de vuelo de esta especie ocurre únicamente en el mes de abril.